# King of House
 (décembre 2022).
King of House est un groupe de house français. Spécialisé dans les reprises de morceaux de Michael Jackson, le groupe fut éphémère et ne dura qu'une année.

## Biographie
Le groupe est formé en 2002 et composait d'Antoine Clamaran, Laurent Pautrat, Prax Paris et du chanteur Matt Jamison. Il applique le même concept que le groupe Mad'House (spécialisé dans les reprises de Madonna). Ils reprennent des morceaux de Michael Jackson en version house.
Billie Jean, leur premier single, se classe 27e des charts en France en 2002. Leur second single, Can You Feel It, se classe 40e des charts français. Ces deux morceaux sont inclus dans leur album King of House : L'Album, sorti sur le label Mascotte Music (Scorpio Music/Warner Music) avec Fun Radio en 2002. Celui-ci se classe 68e des charts français.

## Discographie

### Singles
- Billie Jean
- Can You Feel It
- Bad
- I Want You Back